# Shadow Gambit: The Cursed Crew
Shadow Gambit: The Cursed Crew é um videogame de tática em tempo real, o último desenvolvido e publicado pela Mimimi Games antes do fechamento do estúdio. Um ano depois, a Hooded Horse adquiriu os direitos de publicação do jogo. O jogo foi lançado para PlayStation 5, Windows e Xbox Series X e Series S em agosto de 2023.

## História
O jogo se passa em uma versão alternativa da Era de Ouro da Pirataria, na qual uma misteriosa maldição reviveu os mortos e concedeu a eles habilidades sobrenaturais. O jogador deve reunir uma tripulação pirata amaldiçoada para explorar uma cadeia de ilhas chamada Caribe Perdido e roubar artefatos mágicos da Inquisição, que busca caçar todos os indivíduos Amaldiçoados.

## Jogabilidae
Shadow Gambit: The Cursed Crew é um videogame de tática em tempo real jogado de uma perspectiva isométrica. O jogo apresenta oito personagens no lançamento. Cada personagem do jogo tem suas próprias habilidades únicas. Por exemplo, Pinkus pode possuir inimigos brevemente e entrar em áreas restritas, enquanto Suleidy pode distrair os inimigos com esporos de plantas e gerar um arbusto em qualquer lugar do jogo como um esconderijo para outros jogadores. Suas habilidades mágicas também podem ser melhoradas coletando um recurso chamado "vigor". Os jogadores visitarão as várias ilhas do jogo várias vezes para coletar Pérolas Negras, que podem ser usadas para ressuscitar outros personagens do jogo. Os personagens, uma vez ressuscitados, se juntarão à tripulação do jogador.
Cada mapa do jogo é uma região aberta, e os jogadores podem usar uma infinidade de maneiras de abordar seus objetivos. Embora existam várias maneiras de os jogadores entrarem em uma ilha, eles devem escapar através de "Tear Into The Below", um portal que magicamente transporta a tripulação de volta ao seu navio, o Red Marley, que também serve como área central do jogo. Os inimigos são alertados sobre ruídos altos e pegadas, e os jogadores precisam evitar a visão dos inimigos, que é exibida como cones verdes de visão. Os jogadores podem ativar o Modo Sombra, que pausa brevemente o jogo, permitindo que os jogadores emitam comandos para vários personagens e os executem de uma vez. Eles também podem usar os ambientes a seu favor. Por exemplo, uma grande pedra pode ser lançada sobre um inimigo, matando-o sem alertar as unidades hostis próximas. O jogo também apresenta um sistema de salvamento rápido, permitindo que os jogadores voltem rapidamente no tempo após cometer um erro tático indesejado.

## Desenvolvimento
Shadow Gambit apresenta um cenário de fantasia, permitindo que a equipe expanda significativamente as habilidades dos personagens. O jogo também apresenta uma estrutura mais aberta, já que o jogador pode recrutar personagens e completar missões na ordem que quiser.
O jogo foi desenvolvido pela Mimimi Games. Internamente com o codinome "Project Süßkartoffel", foi desenvolvido com fundos do governo alemão e da Kowloon Nights. É o primeiro jogo autopublicado do estúdio, bem como seu último jogo. A Sweet Baby Inc. foi consultada sobre o roteiro do jogo. O jogo foi anunciado oficialmente pela Mimimi em janeiro de 2023. Foi lançado para Windows PC, PlayStation 5 e Xbox Series X e Series S, em 17 de agosto de 2023.
Logo após o lançamento do jogo, em 29 de agosto de 2023, foi anunciado que a Mimimi Games fecharia devido aos crescentes custos de desenvolvimento e à falta de receita gerada. Em 19 de dezembro de 2024, a editora americana Hooded Horse anunciou que havia comprado os direitos de publicação do Shadow Gambit para todas as plataformas, buscando auxiliar na disponibilidade do jogo a longo prazo.

## Recepção
O jogo recebeu críticas geralmente favoráveis de acordo com o Metacritic.